# Norrala distrikt
Norrala distrikt är ett distrikt i Söderhamns kommun och Gävleborgs län. Distriktet ligger omkring den norra delen av tätorten Söderhamn (Vågbro) i sydöstra Hälsingland. 

## Tidigare administrativ tillhörighet
Distriktet inrättades 2016 och utgörs av Norrala socken i Söderhamns kommun.
Området motsvarar den omfattning Norrala församling hade 1999/2000.

## Tätorter och småorter
I Norrala distrikt finns två tätorter och fem småorter.

### Tätorter
- Klapparvik, Malenedal och Källvik (del av)
- Söderhamn (del av)

### Småorter
- Borg (norra delen)
- Forsbacka
- Jonskär
- Kungsgården
- Skärså